# Saurauia rubens
Saurauia rubens là một loài thực vật thuộc họ Actinidiaceae. Nó là loài đặc hữu của Malaysia. Nó bị đe dọa do mất môi trường sống.